# Nanophyton erinaceum
Nanophyton erinaceum är en amarantväxtart som först beskrevs av Pall., och fick sitt nu gällande namn av Aleksandr Andrejevitj Bunge. Nanophyton erinaceum ingår i släktet Nanophyton och familjen amarantväxter. Inga underarter finns listade i Catalogue of Life.